# 37ª Brigata fanteria di marina
La 37ª Brigata fanteria di marina autonoma (in ucraino 37-ма окрема бригада морської піхоти?, 37-ma okrema bryhada mors'koї pichoty, unità militare A4548) è un'unità di fanteria di marina del Corpo della fanteria di marina ucraina con base a Čornomors'k.

## Storia
La brigata è stata costituita nell'Ucraina meridionale il 12 gennaio 2023, come parte dell'espansione dell'esercito ucraino in previsione della controffensiva estiva, sulla base di un battaglione proveniente dalla 79ª Brigata d'assalto aereo e ufficiali veterani della 36ª Brigata fanteria di marina. Fa parte insieme ad altre 8 nuove brigate del 10º Corpo operativo, equipaggiato ed addestrato principalmente grazie agli aiuti occidentali e destinato alle operazioni offensive. Elementi della brigata sono entrati in azione per la prima volta alla fine di aprile, conducendo un attacco missilistico contro le postazioni russe oltre il fiume Dnepr nella regione di Cherson. Il grosso dell'unità è mantenuto nelle retrovie per completare l'addestramento al combattimento.
All'inizio di giugno la brigata è stata schierata nell'area di Velyka Novosilka, conducendo contrattacchi locali al fine di sondare le difese russe, tenute dal 71º Reggimento della 42ª Divisione e dalla 37ª Brigata fucilieri motorizzata. Grazie agli AMX-10RC l'unità è riuscita a sfruttare il varco aperto dalla 23ª e dalla 31ª Brigata meccanizzata nelle linee fortificate nemiche nei giorni precedenti. In questo settore lungo il confine fra gli oblast' di Zaporižžja e di Donec'k è avanzata insieme alla 68ª Brigata cacciatori e alla 35ª Brigata fanteria di marina, le quali hanno liberato diversi villaggi. A luglio ha continuato a operare discendendo la valle del fiume Mokri Jaly verso Staromajors'ke, liberata all'inizio di agosto.
A partire da metà dicembre 2023 elementi della brigata sono stati impiegati nei combattimenti presso la testa di ponte di Krynky sulla sponda meridionale del Dnepr, sostituendo il 137º Battaglione della 35ª Brigata fanteria di marina. Nell'ottobre 2024 la brigata è stata trasferita sul fronte di Pokrovs'k, venendo schierata a sudovest di Kurachove a protezione del fianco destro del saliente creatosi in seguito alla caduta di Vuhledar. Il 23 maggio 2025, in occasione della Giornata della Fanteria di Marina, il presidente ucraino Volodymyr Zelens'kyj ha conferito alla brigata l'onorificenza "Per il Valore e il Coraggio".

## Struttura
- Comando di brigata[18]
- 1º Battaglione fanteria di marina
- 2º Battaglione fanteria di marina
- 505º Battaglione fanteria di marina (Bilhorod-Dnistrovs'kyj, unità militare A4635)[19]
- Battaglione corazzato (AMX-10RC)
- Battaglione sistemi senza pilota
- Gruppo d'artiglieria 
  - Battaglione artiglieria semovente (M109L)
  - Battaglione artiglieria semovente (2S1 Gvozdika)
  - Battaglione artiglieria controcarri (MT-12 Rapira)
- Battaglione artiglieria missilistica contraerei
- Battaglione genio
- Battaglione manutenzione
- Battaglione logistico
- Compagnia ricognizione
- Compagnia comunicazioni
- Compagnia radar
- Compagnia difesa NBC
- Compagnia medica

## Comandanti
- Colonnello Vitalij Napchanenko (gennaio 2023 - luglio 2024)[20]
- Colonnello Serhij Šatalov (luglio 2024 - in carica)[21]